# Floscopa aquatica
Floscopa aquatica är en himmelsblomsväxtart som beskrevs av Henri Hua. Floscopa aquatica ingår i släktet Floscopa och familjen himmelsblomsväxter. Inga underarter finns listade.